# Vitiaz jezici
Vitiaz jezici, skupina austronezijskih jezika koji čine ogranak šire skupine ngero-vitiaz. Obuhvaća (37) jezika koji se govore na području Papue Nove Gvineje. Njezine glavne podskupine su: 
a. Bel (8):
a1. Astrolabski (3): awad bing, mindiri, wab;
a2. jezgrovni bel (5):
a. sjeverni bel (4): bilbil, gedaged, matukar, takia;
b. južni bel (1): marik,
b. Kilenge-Maleu (1): maleu-kilenge,
c. Korap (3):arop-lukep, karnai, malasanga;
d. Mangap-Mbula (1): mbula;
e. mengen (3): lote, mamusi, mengen;
f. roinji-nenaya (2): mato, ronji;
g. Sio (1): sio;
h. jugozapadni novobritanski (17) 
h1. Amara (1): amara;
h2. arawe-pasismanua (14):
a. arawe (9):
a1. istočni arawe (4): akolet, avau, bebeli, lesing-gelimi,
a2. zapadni arawe (4) : aiklep, apalik, gimi, solong,
a3. Mangseng
b. pasismanua (5): aigon, karore, kaulong, miu, sengseng;
c. bibling (2): lamogai, mouk-aria;
i. Tami (1): tami.

## Vanjske poveznice
- Ethnologue (14th)
- Ethnologue (15th)